# Setarches longimanus
Setarches longimanus är en fiskart som först beskrevs av Alcock, 1894.  Setarches longimanus ingår i släktet Setarches och familjen Setarchidae. Inga underarter finns listade i Catalogue of Life.